# Галича (Валча)
Галича (рум. Galicea) насеље је у Румунији у округу Валча у општини Галича. Oпштина се налази на надморској висини од 253 m.

## Становништво
Према подацима из 2002. године у насељу је живело 4126 становника, од којих су сви румунске националности.

### Хронологија
| Година       | 1992 | 1993 | 1994 | 1995 | 1996 | 1997 | 1998 | 1999 | 2000 | 2001 | 2002 | 2003 | 2004 | 2005 | 2006 | 2007 | 2008 | 2009 | 2010 | 2011 | 2012 | 2013 | 2014 | 2015 | 2016 | 2017 |
| ------------ | ---- | ---- | ---- | ---- | ---- | ---- | ---- | ---- | ---- | ---- | ---- | ---- | ---- | ---- | ---- | ---- | ---- | ---- | ---- | ---- | ---- | ---- | ---- | ---- | ---- | ---- |
| Становништво | 4438 | 4398 | 4394 | 4356 | 4310 | 4253 | 4234 | 4235 | 4195 | 4176 | 4162 | 4123 | 4097 | 4097 | 4067 | 4054 | 4024 | 4005 | 3995 | 3991 | 3980 | 3945 | 3916 | 3884 | 3818 | 3767 |